# Wladimir Wasow

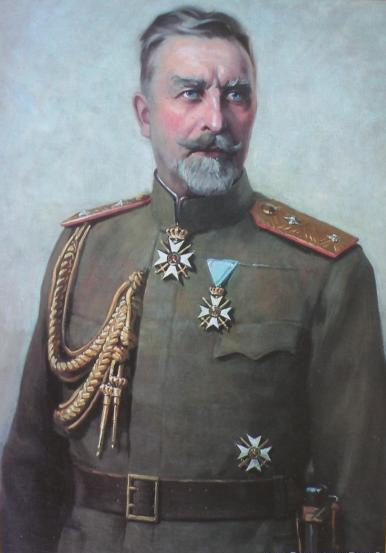
Generalleutnant Wladimir Wasow

Wladimir Mintschow Wasow (bulgarisch Владимир Минчов Вазов; * 14. Mai 1868 in Sopot, Osmanisches Reich; † 20. Mai 1945 in Tetewen, Zarentum Bulgarien) war ein bulgarischer Offizier und Politiker. Er wurde im Ersten Weltkrieg durch zwei siegreich geführte Abwehrschlachten am Dojransee bekannt. Während seiner Amtszeit als Bürgermeister von Sofia (1926–1932) gestaltete er die Stadt zu einer modernen
Metropole um.

## Leben

### Eltern, Geschwister und Jugend
Wladimir Wasow wurde am 14. Maijul. / 26. Mai 1868greg. als achtes Kind des Kaufmanns Mintcho Iwanow Wasow (Минчо Иванов Вазов) und seiner Frau Săba, geborene Chadschinikolowa, im im Balkangebirge gelegenen Sopot (Сопот) geboren. Er hatte sieben ältere Geschwister (Iwan, Nikola, Kiril, Anna, Georgi, Michail und Wăla) und einen jüngeren Bruder, Boris.
Am 4. August 1877, während des Russisch-Osmanischen Kriegs,
marschierten reguläre osmanische Truppen in Sopot ein und begannen damit, die Stadt niederzubrennen. Hunderte Einwohner brachten sich über das Balkangebirge in Sicherheit. Dem kranken Mintscho Wasow gelang dies nicht mehr und er wurde erschlagen. Zusammen mit ihrer Mutter und ihrer Großmutter flüchteten Wladimir und Boris nach Plowdiw. Von dort verbannten sie die osmanischen Behörden alsbald in das Kloster Arapowo in der Nähe des heutigen Assenowgrads (Асеновград). Kiril Wasow holte seine Familie von dort nach Plowdiw zurück. Nach der Befreiung zogen sie wieder nach Sopot in ein neues, von Nikola erbautes Haus. Von Sopot ging Wladimir nach Stara Sagora (Стара Загора) zu seinem Bruder Kiril. Dort besuchte er die Grundschule. Anschließend siedelte er nach Plowdiw zu seinem Bruder Iwan über, um dort das Gymnasium zu besuchen.
Einige seiner Geschwister entwickelten sich zu bedeutenden Persönlichkeiten des öffentlichen Lebens. Sein Bruder Iwan wurde der Doyen der bulgarischen Literatur. Nikola war als Kaufmann tätig. Georgi und Michail schlugen eine militärische Laufbahn ein. Georgi erreichte den Rang eines Generalleutnants und wurde im Ersten Balkankrieg als „Held von Odrin“ (Edirne) gefeiert. Kiril studierte Medizin und praktizierte als Arzt. Boris war als Publizist und Politiker tätig.

### Militärische Aktivitäten
Zu Beginn des Serbisch-Bulgarischen Kriegs im Herbst 1885 meldete sich Wladimir Wasow freiwillig. Da er zu diesem Zeitpunkt erst 17 Jahre alt war und bereits vier seiner Brüder im Felde standen, wurde er abgelehnt. Auf Anraten seines Bruders Georgi ritt er zur serbischen Grenze und erreichte diese bei Zaribrod (Цариброд, heute Dimitrowgrad, Димитровград) während der Schlacht bei Sliwniza (Битката при Сливница).
Nach erfolgreichem Abschluss des Gymnasiums und bestandener Aufnahmeprüfung trat Wladimir Wasow am 14. Januar 1886 als Junker in die erste Spezialklasse der Militärschule (Военно училище) in Sofia ein. Er beendete die Klasse als viertbester von 156 Mitschülern. Dies gab ihm das Recht, Truppengattung (Artillerie, Kavallerie oder Pioniere) und Garnison frei zu wählen. Am 20. April 1887 erhielt er seine Ernennung zum Unterleutnant und nahm den Dienst beim 5. Artillerieregiment in der Garnison von Schumen (Шумен) auf.
1893 wurde er Mitglied einer Kommission zur Beschaffung neuer Geschütze aus Deutschland. In diesem Zusammenhang besuchte er die Werke von Krupp in Essen. Ein Jahr später erfolgte seine Beförderung zum Hauptmann. 1896 erhielt er die Versetzung zum 4. Schnellfeuer-Artillerieregiment der 1. Sofioter Infanteriedivision (1-ва Софийска пехотна дивизия). Im Jahre 1903, nun bereits im Range eines Majors, wurde er zur Artillerieschule der russischen Armee nach Zarskoje Selo (Царское Село, heute Puschkin, Пушкин) bei St. Petersburg abkommandiert. Die dortige Ausbildung schloss er mit Auszeichnung ab. Ein Jahr darauf wurde er in einen Sonderausschuss zur Evaluation deutscher und französischer Schnellfeuergeschütze berufen. 1905 absolvierte er einen Artillerie-Schießkurs in Poitiers. Nach seiner Beförderung zum Oberstleutnant 1906 wurde er zum stellvertretenden Kommandanten der neu geschaffenen Artillerieschule ernannt.

#### Erster Balkankrieg
Als Kommandeur des 4. Schnellfeuer-Artillerieregiments der 1. Sofioter Infanteriedivision nahm Wasow an beiden Balkankriegen teil. Im Ersten Balkankrieg kämpfte er in den Schlachten von Seliolu und Geçkenli (9. Oktober 1912) sowie in der von Schlacht von Lüleburgaz (28. Oktober-3. November 1912). Er war auch am Versuch der Erstürmung der befestigten Linie von Çatalca westlich von Konstantinopel (17. bis 19. November 1912) beteiligt. Unter seinem Kommando dienten 21 Offiziere sowie 1168 Unteroffiziere und Mannschaften.

#### Zweiter Balkankrieg (Interkoalitionskrieg)
Mit seinem Regiment kämpfte er zwischen den Städten Zaribrod und Pirot (Пирот), an den Bergen Bubljak (Бубляк) und Drenowa glawa (Дренова глава) sowie bei Gradoman (Градоман), etwa 4 km südwestlich von Bankja. Nach der Demobilisierung am 1. Dezember 1914 blieb Wasow Kommandeur des Regiments. Er wurde zusätzlich zum Leiter der Gebäudeverwaltung der Artillerieinspektion berufen.

#### Erster Weltkrieg
Bulgarien trat am 1. Oktober 1915 auf Seiten der Mittelmächte in den Ersten Weltkrieg ein. Wasow, wie auch andere prominente Persönlichkeiten, hatte sich zuvor gegen ein solches Bündnis ausgesprochen. Als Soldat war er jedoch dem Gehorsam verpflichtet. Er wurde als Kommandeur der 5. Artilleriebrigade (5-а артилерийска бригада) der 5. Donau-Infanteriedivision (5-а Дунавска пехотна дивизия) unter dem Befehl von General Panajot Wărnew (Панайот Върнев) zugeteilt. Bei Miletkowo (Милетково) im Wardartal wurde er am 15. Novemberjul. / 28. November 1915greg. so schwer verwundet, dass man ihn zur Behandlung nach Sofia bringen musste.
Am 1. März 1917 wurde Oberst Wasow zum Kommandeur der 9. Plewener Infanteriedivision (9-а Плевенска пехотна дивизия) ernannt. Diese Einheit war Teil der ersten bulgarischen Armee (Първа армия) unter General Dimităr Geschow (Димитър Гешов). Sie hatte bereits im Herbst 1916 unter dem Kommando von Generalmajor Stefan Nerezow die Sicherung des Abschnitts der Salonikifront zwischen dem linken Ufer des Wardars und dem Dojransee übernommen. Dieser war in der Ersten Dojranschlacht (9.-18. August 1916) von der 2. Thrakischen Infanteаriedivision (2-ра Тркийска пехотна дивизия) gehalten worden. Er verwehrte den Alliierten den Zugang zum Strumatal und damit den direkten Weg nach Sofia. Auf der anderen Seite der Front standen ihr drei Divisionen des XII. Corps der British Salonika Force (BSF) unter dem Oberkommando von General George Milne gegenüber.

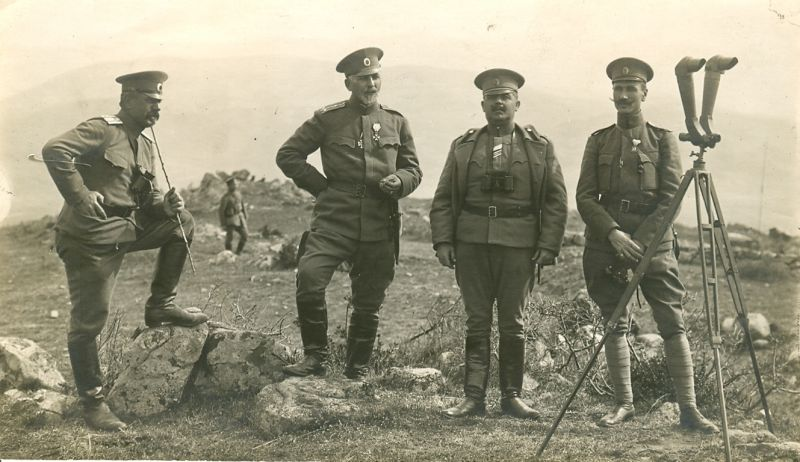
Oberst Wladimir Wasow (2. von links) in Furka am 20. Februar 1917

Wasow übernahm das Stabsquartier im Dorf Furka (Фурка). Er sondierte den Frontabschnitt genau und ließ ihn mit einem System von in der Tiefe gestaffelten Schützen- und Laufgräben befestigen. Darüber hinaus initiierte er den Bau von Unterständen, Beobachtungsposten, Maschinengewehrnestern und Feuerstellungen aus Stahlbeton. Sein Hauptanliegen war es, seine Soldaten zu schützen und gesund zu erhalten. In der Zweiten Dojranschlacht (22. April bis 9. Mai 1917) standen den 30.000 Soldaten der 9. Plewener Infanteriedivision 43.000 Mann der britischen 22., 26. und 60. Division des XII. Corps unter General Henry Wilson gegenüber. Vier Versuche, die  Linien zu überwältigen, resultierten in über 3.200 gefallenen britischen Soldaten. Im Gegensatz dazu beliefen sich die bulgarischen Verluste auf 315 Gefallene, 948 Verwundete und 75 Vermisste. Wladimir Wasow erhielt nach der siegreichen Abwehrschlacht seine Beförderung zum Generalmajor.
Bis zum Herbst 1918 ereigneten sich an diesem Frontabschnitt nur vereinzelte Scharmützel. Wasow nutzte die Zeit, um die Befestigungen weiter zu verstärken. Am 15. September 1918 kam es mit der Entscheidungsschlacht am Dobro Pole (15.–17. September 1918) zum Durchbruch der Alliierten. Bereits am frühen Morgen des 17. Septembers wurde die Dritte Dojranschlacht (18.–19. September 1918) mit der Artillerievorbereitung durch britische Truppen eingeleitet, die bis in die Nacht andauerte. Am 18. September 1918 begann der Angriff der 66. und 67. Brigade der 22. Division des XII. Corps der BSF, verstärkt durch die griechische Serres-Division (Μεραρχία Σερρῶν), auf die bulgarischen Linien. Dabei gelang es griechischen Truppen, bis in die zweite bulgarische Verteidigungslinie vorzudringen. Am Ende des Tages waren die Alliierten auf ihre Ausgangspositionen zurückgeworfen worden. Auch der Angriff des britischen XVI. Corps mit der griechischen Kreta-Division (Μεραρχία Κρητών) auf die 1. Mazedonische Brigade der IMRO nördlich des Dojransees blieb ohne Erfolg. Am 19. September griffen das XII. Corps und die Serres-Division erneut an, wurden aber wiederum ohne Geländegewinn zurückgeschlagen. Insgesamt standen den 30.000 Verteidigern der 9. Plewener Infanteriedivision 75.000 Mann auf Seiten der Alliierten gegenüber. In dem Kämpfen hatten die Alliierten 11.673 gefallene Soldaten zu beklagen. 500 Soldaten wurden gefangen genommen. Dem standen 494 gefallene und 1.208 verwundete bulgarischen Soldaten gegenüber. Bereits einen Tag später erhielt General Wasow den Befehl zum Rückzug, so dass die BSF die Stellungen am 21. September kampflos einnehmen konnte. Wasow leitete den Rückmarsch seiner Division über Strumiza nach Plewen, wo sie demobilisiert wurde.
1919 wurde er zum Chef des Zweiten Militärinspektionsbereichs ernannt. Ab August desselben Jahres wurde er zum Inspektor der Artillerie berufen. Am 24. Februar 1920 erfolgte mit seiner Beförderung zum Generalleutnant die Überstellung in die Reserve. Die Union der Reserveoffiziere wählte ihn zu ihrem Vorsitzenden. Dieses Amt füllte er 10 Jahre aus.

### Politische Aktivitäten

#### Mitglied der Bulgarischen Volksunion Kubrat
Wladimir Wasow war ein Vertreter des konservativen Bürgertums. Er stand sowohl den Ideen des seit Oktober 1919 regierenden Bulgarischen Bauernvolksbundes als auch denen der Kommunisten ablehnend gegenüber. Im Oktober 1922 war er eines der Gründungsmitglieder der Bulgarischen Volksunion Kubrat (Български народен съюз „Кубрат“). Ihre Ausrichtung wird heute von Historikern als rechtskonservativ bis rechtsradikal angesehen. Die Vereinigung agierte bis zum Putsch vom 9. Juni 1923 gegen den amtierenden Ministerpräsidenten Aleksandăr Stambolijski im Untergrund. Danach wurde sie legalisiert und schloss sich der rechtskonservativen Sammlungsbewegung Volkseintracht (Народен Сговор) unter Ministerpräsident Aleksandăr Zankow an. Am 10. August 1923 gründete Zankow in der Nationalversammlung das Bündnis Demokratische Eintracht (Демократически Сговор). Daran waren neben der Volkseintracht die Vereinigte National-Progressive Partei, die Demokratische Partei (Демократическата партия) als auch die Radikale Partei (Радикалската партия) beteiligt. Während des Juniputsches hatte sich die Kommunistische Partei neutral verhalten, da sie ihn lediglich als eine Auseinandersetzung innerhalb des bürgerlichen Lagers ansah. Am 23. September 1923 organisierte sie unter Leitung von Georgi Dimitrow und Wassil Kolarow einen Aufstand gegen die Regierung Zankow, der jedoch schnell zurückgeworfen wurde. Daran war auch die Bulgarische Volksunion Kubrat aktiv beteiligt. Der Septemberaufstand endete am 28. September mit dem Rückzug der Kämpfer nach Jugoslawien. Im Oktober 1923 wurde Wladimir Wasow zum Leiter des Komitees Nationale Dankbarkeit (Народна признателност) gewählt. Dieses hatte die Aufgabe, die Opfer der sogenannten „kommunistischen Meuterei“ zu entschädigen.

#### Bürgermeister von Sofia
Bei der Bürgermeisterwahl 1926 kandidierte Wladimir Wasow auf der Liste der Demokratischen Eintracht. Er wurde gewählt und trat am 7. April 1926 seine erste Amtsperiode an. 1929 wurde er erneut in dieses Amt gewählt, das er bis zum 14. März 1932 innehatte.
In dieser Zeit baute er Sofia zu einer modernen europäischen Großstadt um. Er war für die Verbesserung der finanziellen Situation der Hauptstadt sowie der kommunalen Dienstleistungen verantwortlich. Seine wesentlichen Projekte waren der Bau der Wasserleitungen vom Witoschagebirge und vom Rilagebirge nach Sofia zur nachhaltigen Sicherung der Trinkwasserversorgung, die Errichtung eines neuen Schlachthofs mit Kühlhaus und einer Molkerei. Er sorgte ferner für die Reorganisation der Straßenreinigung und den Aufbau einer schlagkräftigen, modernen Berufsfeuerwehr. Die belgische Betreiberfirma der Straßenbahn, die Société Anonyme des Tramways électriques de Sofia, wurde für die Enteignung während des Kriegs entschädigt. Unter städtischer Regie wurde das Netz ausgebaut und 40 Triebwagen mit zugehörigen Beiwagen erworben. Daneben initiierte er den Bau der Wasserkraftwerke Kurilo (ВЕЦ Курило), Simeonowo (ВЕЦ Симеоново) und Mala Zărkwa (ВЕЦ Мала църка). Die erstgenannten Kraftwerke gingen 1927 und 1928 ans Netz während Mala Zărkwa am 17. Februar 1934 eröffnet wurde. In verschiedenen Stadtteilen wurden 25 größere und kleinere Parks angelegt, die Sofia bis heute zur grünsten Hauptstadt Europas machen. Nach dem Ende seiner zweiten Amtszeit zog er sich in das Privatleben zurück.

#### Delegierter am Kongress der British Legion 1936
Im Mai 1936 organisierte die British Legion ihren Jahreskongress. Dazu waren auch die ehemaligen Kriegsgegner eingeladen.
Wladimir Wasow und zwei weitere ehemalige Offiziere bildeten die Abordnung der bulgarischen Union der Reserveoffiziere. Ihnen wurde von den britischen Gastgebern große Wertschätzung und Anerkennung entgegengebracht. So begrüßte sie ihr ehemaliger Gegner, Feldmarschall George Milne, am 10. Mai auf der Victoria Station mit den Worten:
“It is a pleasure to meet the Bulgarian delegation, as even though we were enemies, you – like us – fought not only like brave men, but also like gentlemen.” (deutsch: „Es ist eine Freude, die bulgarische Delegation zu treffen, denn obwohl wir Feinde waren, haben Sie - wie wir - nicht nur wie tapfere Männer gekämpft, sondern auch wie Gentlemen.“)
Beim anschließenden Abschreiten einer Ehrenformation auf dem Bahnsteig gab Lord Milne den Befehl “Lower the flags, here comes the winner of Doiran!” (deutsch: „Senkt die Fahnen, hier kommt der Sieger von Dojran!“) Daraufhin wurden die Flaggen aller an den drei Dojranschlachten beteiligter Regimenter gesenkt. Zwei Tage später begaben sich die Delegationen zur Konferenz nach Buxton. Auch am Bahnhof Euston war eine Ehrenformation angetreten. General Ian Hamilton rief: “Look, this is General Vazov who was our enemy at the Salonika front and who is now our very good friend.” (deutsch: „Schaut, das ist General Wasow, der unser Feind war an der Salonikifront und der jetzt unser sehr guter Freund ist.“) Am 1. Juni 1936 übergab der Vorsitzende der British Legion, Major Goldy, das Wort an General Wasow und fügte hinzu: “He is one of the few foreign officers whose name features in our history.” (deutsch: „Er ist einer der wenigen ausländischen Offiziere, deren Name in unserer Geschichte vorkommt.“) Wasow wies in seiner anschließenden Rede darauf hin, dass die Ehre seinen Soldaten der 9. Plewener Infanteriedivision gebührt.

### Nachkriegszeit
Nach dem 9. September 1944 wurde die Demokratische Eintracht in Bulgarien als faschistische Organisation eingestuft. Aufgrund seiner Mitgliedschaft wurde Wladimir Wasow aus Sofia verbannt. Er zog mit seiner Frau in sein Haus im Dorf Ribariza (Рибарица) in der Oblast Lowetsch. Seine letzten Tage verbrachte er krank im Hause eines Freundes in Tetewen (Тетевен), wo er am 20. Mai 1945 verstarb. Er wurde ohne militärische Ehren in Tetewen beigesetzt. Nach Auflassung des Friedhofs konnte der damalige Stadtarchitekt von Tetewen, Zwetan Piperkow (Цветан Пиперков), dessen Gebeine sicherstellen und der Familie Wasow übergeben.

### Ehe und Kinder
Wladimir Wasow heiratete 1905 Maria (Mara) Draganowa Goranowa (Мария Драганова Горанова) aus Tetewen. Sie hatten drei Söhne: Georgi Wladimirow (* 1906), Iwan Wladimirow (* 1911) und Wladimir Wladimirow (* 1917). Georgi studierte Chemie und Iwan Jura. Wladimir verfolgte, wie sein Vater, eine militärische Karriere.

## Nachwirkungen
Das Interesse an der Person Wladimir Wasows erwachte neu erst in den 90er Jahren des 20. Jahrhunderts. Sein 1937 verfasstes Tagebuch (Животописни бележки) wurde 1992 in Sofia erstmals veröffentlicht. 2010 folgte eine Abhandlung über seine Amtszeit als Bürgermeister von Sofia durch Elinka Bojadschiewa. Im Jahre 2012 verglich Hauptmann Iwailo S. Iwanow den Führungsstil von Generalmajor Wasow mit dem der kommandierenden Offiziere am Frontsektor von Dobro Pole. Die bulgarische Regisseurin Tatjana Pandurska drehte 2018 eine einstündige Dokumentation über das Leben von Wladimir Wasow mit dem Titel Der ungeschlagene General Wladimir Wasow (Непобеденият генерал Владимир Вазов). An verschiedenen Orten wurden seitdem Gedenkstätten an Wladimir Wasow errichtet.

## Dienstgrade
- 27. April 1887 Unterleutnant (Подпоручник)[7][14]
- 18. Mai 1890 Leutnant (Поручник)[7][14]
- 2. August 1894 Hauptmann (Капитан)[7][14]
- 1. Januar 1903 Major (Майор)[6][14]
- 31. Dezember 1906 Oberstleutnant (Подполковник)[7][14]
- 5. April 1912 Oberst (Полковник)[14]
- 20. Mai 1917 Generalmajor (Генерал-майор)[7][14]
- 24. Februar 1920 Generalleutnant (Генерал-лейтенант)[25]

## Orden und Ehrenzeichen
- St. Alexander-Orden V. Stufe ohne Schwerter (Царски Орден „Св. Александър“ V. степен без мечове; 1909)[14]
- Militärorden für Tapferkeit (Военен орден „За храброст“) II. Stufe (1918)[6][37], III. Stufe (1912)[6]
- Militär-Verdienstorden für militärische Verdienste (Народен орден „За военна заслуга“ на военно отличие) I. Stufe (1920),[25] III. Stufe (1914), V. Stufe (1903)[14]
- Eisernes Kreuz I. Klasse (1917)[6] und II. Klasse (1916)
- Militärverdienstkreuz II. Klasse (1918)[14]
- Eiserner Halbmond (1917)[14]
- Liakat-Medaille in Silber (Gümüş Liyakat Madalyası) (1917)[1]
- Kreuz für 20 Jahre ausgezeichnete Dienstе (Кръст „За XX години отлична служба“; 1907)
- Unabhängigkeitskreuz (Кръст за независимостта; 1910)[14]

## Denkmäler
- Sopot (Gedenkstätte mit Büsten von Wladimir Wazow und seinem Bruder Georgi, enthüllt 2012)[1]
- Trojan (Stele für Wladimir Wasow, enthüllt 2018)[38]
- Plewen (Denkmal für die 9. Plewener Infanteriedivision und ihren Kommandeur Wladimir Wasow, enthüllt 2019)[8]
- Ribariza (Denkmal für Wladimir Wasow, enthüllt 2020)[39]
- Sofia, Stadtbezirk Podujane (Statue von Wladimir Wasow, enthüllt 2023)[10]